# Neobule
Neobule (dal greco antico: Νεοβούλη, Neoboúlē, che può essere tradotto: «colei che cambia parere», da νέος, nuovo, e βουλή, parere) fu una figura femminile della tradizione poetica greca arcaica, vissuta a Paro durante il VII secolo a.C. e menzionata nelle opere del poeta lirico Archiloco.
Dai frammenti dei componimenti del poeta si evince che la ragazza sarebbe dovuta andare in sposa proprio a lui, prima che il padre di lei, Licambe, decidesse di ritirare la proposta di matrimonio. A seguito del rifiuto, il poeta decise di esprimere il proprio odio e dissenso nei confronti dei due tramite alcuni componimenti ingiuriosi, tipici del genere del giambo, caratterizzato da due temi fondamentali: invettiva ad personam e biasimo (in greco antico: ψογός). Sembra inoltre che, a causa della gravità delle accuse mosse dal poeta, Licambe, la figlia Neobule e sua sorella minore si siano tolti la vita. Tale informazione è probabilmente falsa, dal momento che si ripete, come un topos letterario, anche per altri autori giambici, quali Ipponatte, che pare abbia a sua volta indotto al suicidio gli scultori Bupalo e Atenide. Quando si studiano gli autori della lirica greca arcaica è opportuno evitare interpretazioni autoschediastiche, che in filologia classica consistono nell’attribuzione di dati biografici dedotti esclusivamente da elementi interni alle opere, portando però all’inserimento di informazioni biografiche frequentemente fittizie. Questa prassi fu adottata in epoca antica da studiosi come Cameleonte di Eraclea, tra i primi a sistematizzare tale approccio.
È impossibile sapere con certezza se Neobule e il padre Licambe siano realmente esistiti; alcuni credono che siano personaggi della tradizione della lirica giambica, non contemporanei di Archiloco, che potrebbe averli ripresi per inserirli nei propri componimenti.
Di Neobule in particolare si parla in vari frammenti degli scritti del poeta, giunti fino ai giorni nostri, come nel caso del Fr. 118 W. (“Oh, se potessi così toccar la mano di Neobule"). Vi è inoltre un testo, di dimensioni notevoli, chiamato Epòdo di Colonia, che ci fornisce ulteriori informazioni sulla ragazza. Nel testo viene raccontato il tentativo da parte del poeta di sedurre quella che molti credono essere la sorella minore di Neobule, della quale non ci viene rivelato il nome. L’incontro pare avvenire all’interno del tempio di Era, a Paro. La giovane cerca inizialmente di resistergli, tentando di farlo ragionare al pensiero di sua sorella maggiore ed esortandolo a rivolgere a lei i suoi sentimenti. Archiloco però non si fa convincere e arriva ad affermare che Neobule sia già ampiamente avanti con l’età e che la sua bellezza sia ormai appassita. Alla fine la giovane cede alle lusinghe del poeta, che si abbandona al piacere “emettendo la bianca potenza” su di lei.
Le due sorelle furono riprese in seguito dal poeta ellenistico Dioscoride, che le fece parlare in un epigramma (Antologia Palatina, VII 351). Esse nel testo si difendono dalle accuse di Archiloco affermando di non aver mai avuto comportamenti lesivi del proprio onore e di quello dei genitori, e di non aver mai incontrato Archiloco né per strada, né nel santuario di Era. Se il loro comportamento fosse stato scorretto, Archiloco non avrebbe mai desiderato sposarle. L'epigramma di Dioscoride si richiama al contenuto del carme di Archiloco, all’interno dell’Epodo di Colonia, e aggiunge elementi utili alla sua interpretazione, in quanto conferma che la fanciulla protagonista della scena di seduzione è la sorella minore di Neobule e che l'incontro è ambientato nel tempio di Era.